# 盖浇饭

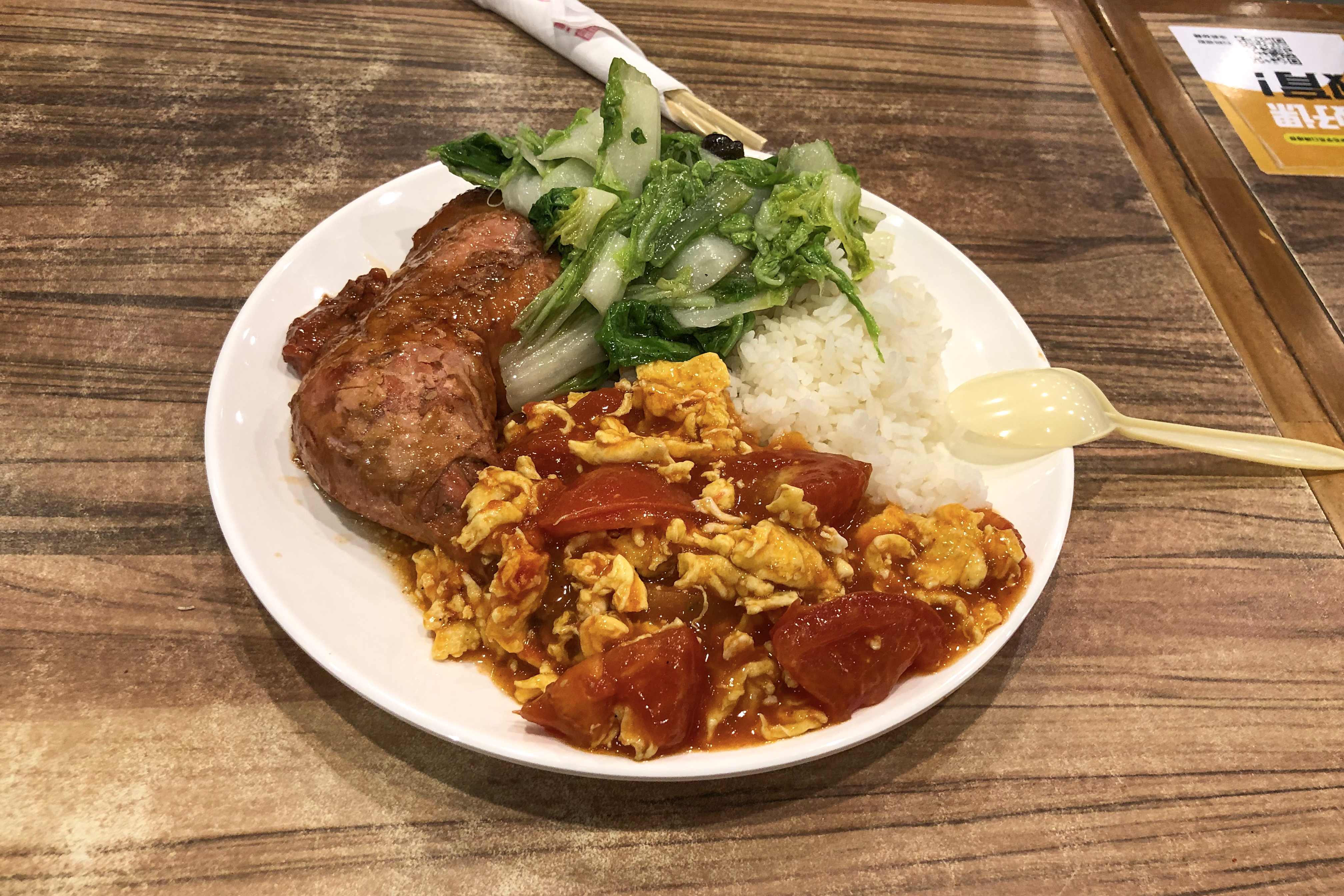
北京一间快餐档口出售的一荤两素盖浇饭

盖浇饭，又稱碟頭飯，是常见的米飯料理，和中国北方的打卤面有异曲同工之妙，就是在米饭上浇入菜滷，做成一人份量的飯，不用碟碗分裝直接齐上，以供客人迅速進食省去挾菜麻煩，是大众歡迎食品，也是中式及日式快餐常見的料理。
蓋澆飯可使用各种鹵菜，一般汁较浓、多。卤的口味和做法也有地域的差别。有勾芡的盖浇饭，則另稱為燴飯。在粵港澳，通常用碟盛載，因此稱為碟頭飯。在日本，蓋澆飯多以大碗盛裝，別稱為丼物。蓋澆飯常在餐馆、路邊攤、中式和日式速食店供應，在香港，一般碟頭飯餐會附有饮料（凍飲一般加收2-5元）及/或餐湯（例湯）。

## 各地的蓋澆飯

### 中國大陸
中国大陆的快餐店内的诸多炒菜均可作为盖浇饭，其中川菜为较为常见的浇头。如宫保鸡丁、鱼香肉丝、麻婆豆腐、回锅肉等。

### 香港

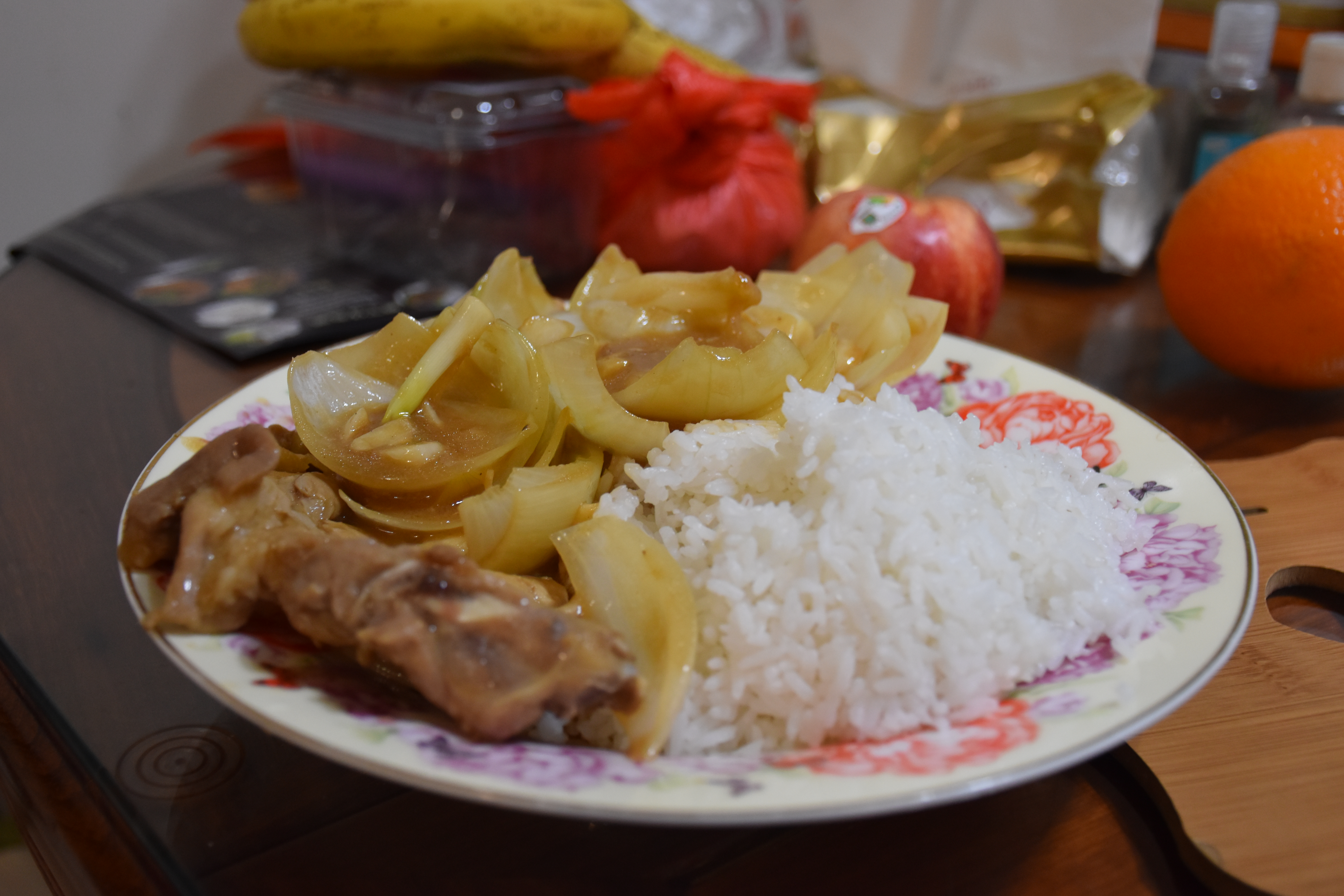
香港洋蔥蒜蓉汁豬扒碟頭飯

- 碟頭飯：先把白飯裝在碟上，按客人下單炒菜，炒好後舖在飯面上。如菜遠[1]排骨飯、豉椒炒魷飯等。
- 燒味飯：直接將切好的燒味放在白飯上，通常在燒味店售賣；另有三寶飯，燒味店的「三寶」通常是指三種燒味食品，例如叉燒、豉油雞及红肠各兩三件，另加上半個鹹蛋，並附上小量菜心之類的蔬菜，種類由店家而定，還有四寶飯、五寶飯及六寶飯等等，食材種類更多，售價也相對提高[2]。

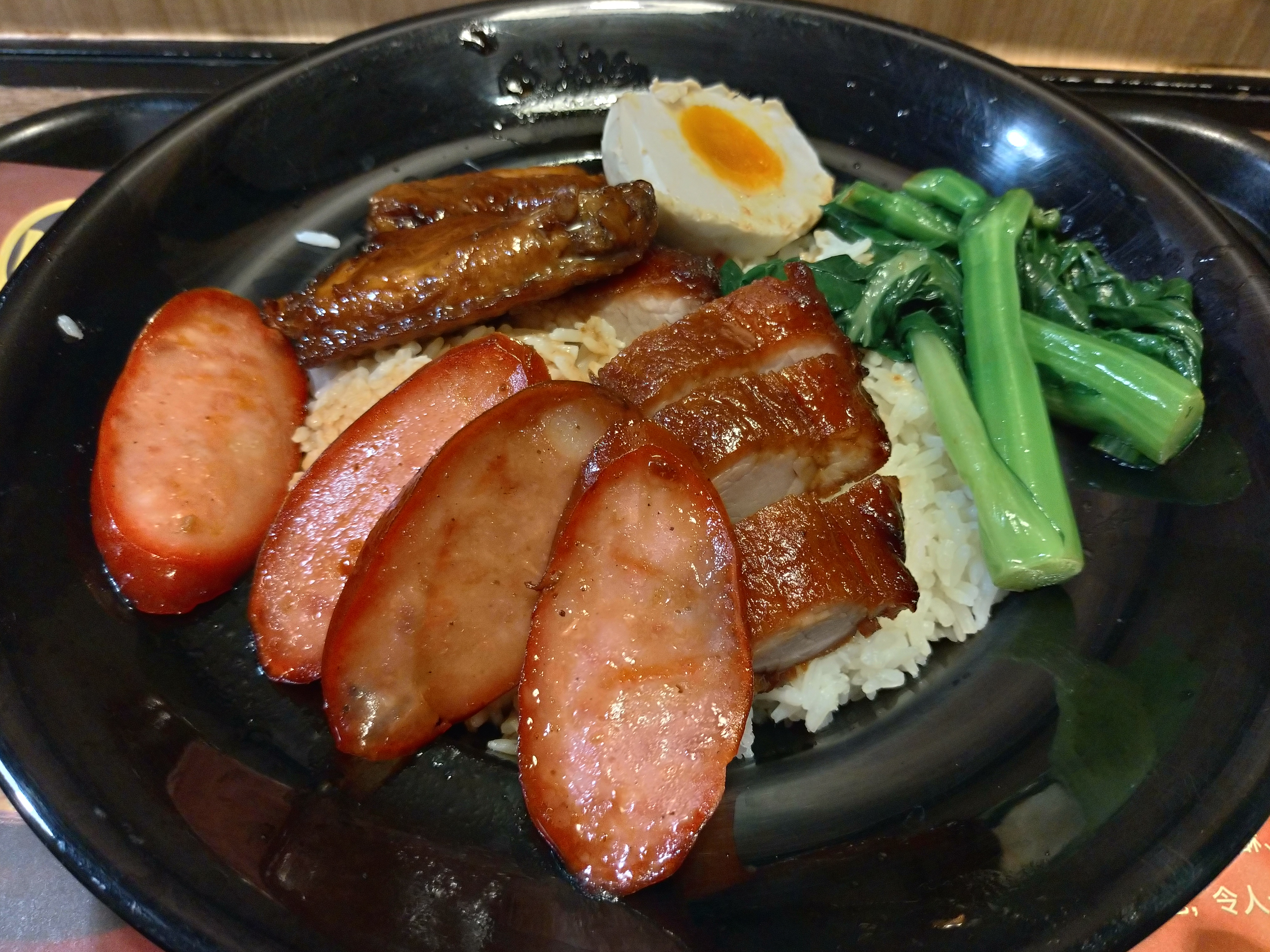
港式快餐店的一碟鹹蛋三寶飯
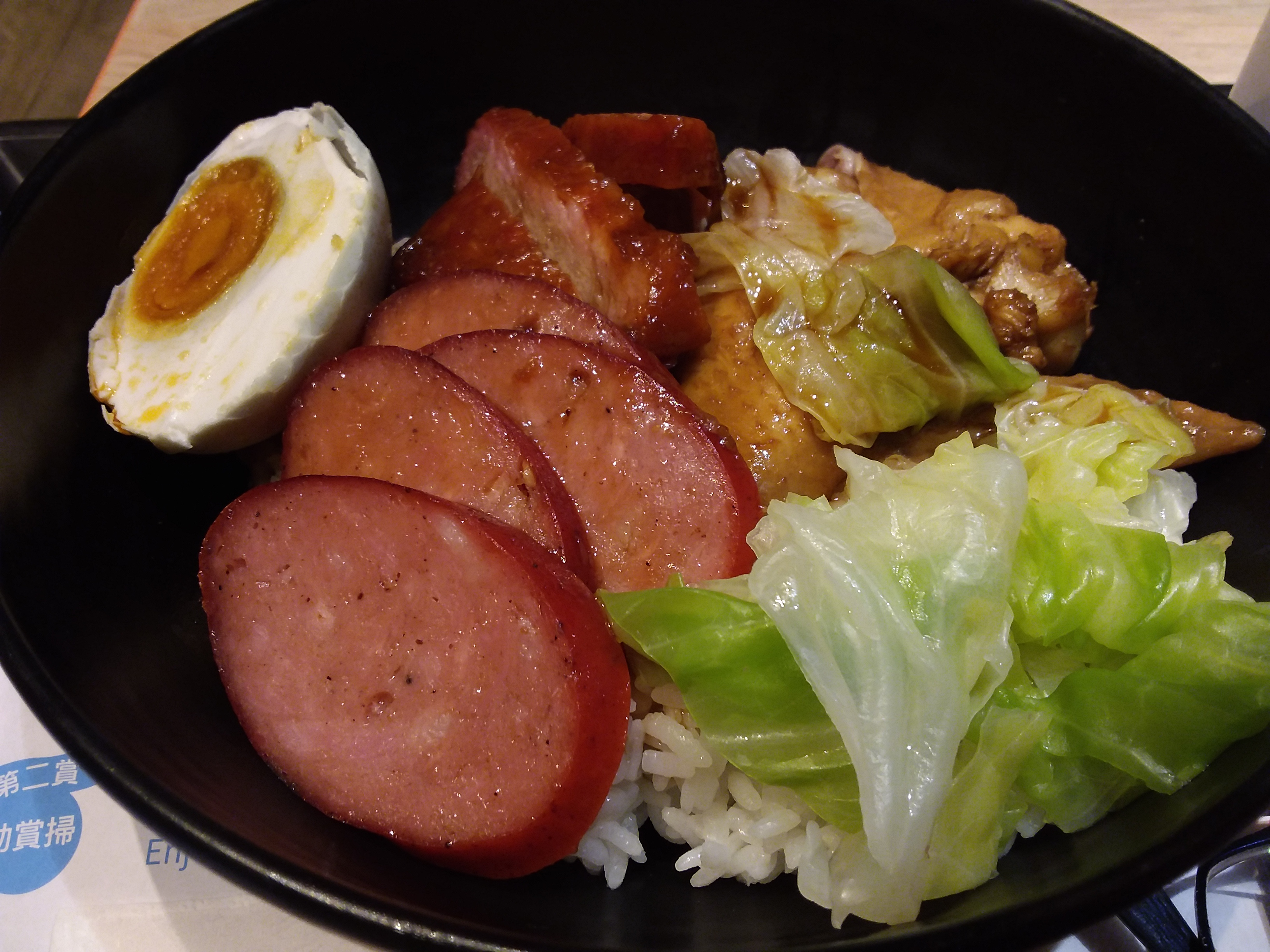
香港大快活的四寶飯，半個鹹蛋算作其中一寶

- 中式飯類：以蒸為主要烹飪手法，如鳳爪排骨飯、梅菜蒸魚腩飯等。
- 西式飯類：如排類（香港粵語慣稱「扒」，如雜扒飯）、午餐肉、香腸、火腿或蛋，煎蛋免治牛飯、粟米魚塊飯等。
- 炒飯：將白飯及食材一同下鍋炒，以一份碟頭飯的份量出售，如揚州炒飯、鴛鴦炒飯及鹹魚雞粒炒飯等。
- 兩餸飯：預先煮好菜色再鋪上白飯上，兩種餸菜叫兩餸飯，三種餸菜的則叫三餸飯，選擇可達20種以上，常見有煎紅衫魚、豆角/菜甫煎蛋、炸豬扒、咕嚕肉、麻婆豆腐、魚香茄子等。在新加坡亦有相類似的，名為雜飯或經濟米飯。
- 頹飯：原是指香港大專院校食堂供應的最廉價飯菜，後來擴展至坊間食肆供應的廉價及低質素的菜餚。

### 臺灣
- 肉臊飯
- 排骨飯
- 炕肉飯
- 牛腩飯
- 雞肉飯
- 嘉義火雞肉飯
- 燒肉飯

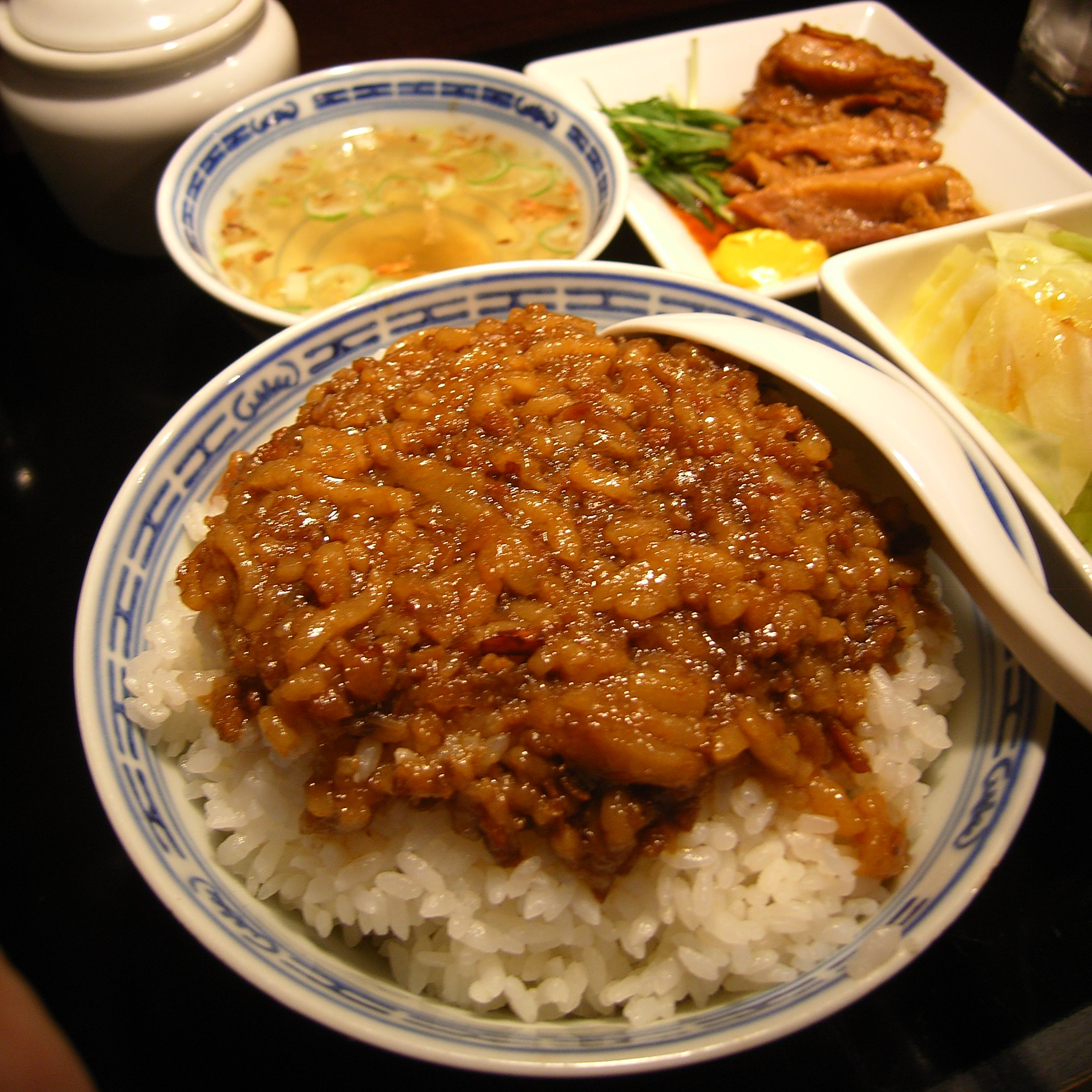
臺灣肉臊飯

- 各式燴飯：如海鮮燴飯、牛肉燴飯等，也有在炒飯上勾芡的盖浇饭。

### 日本
- 鳗鱼饭
- 牛丼
- 日本咖喱飯
- 豬排丼
- 鯛魚飯

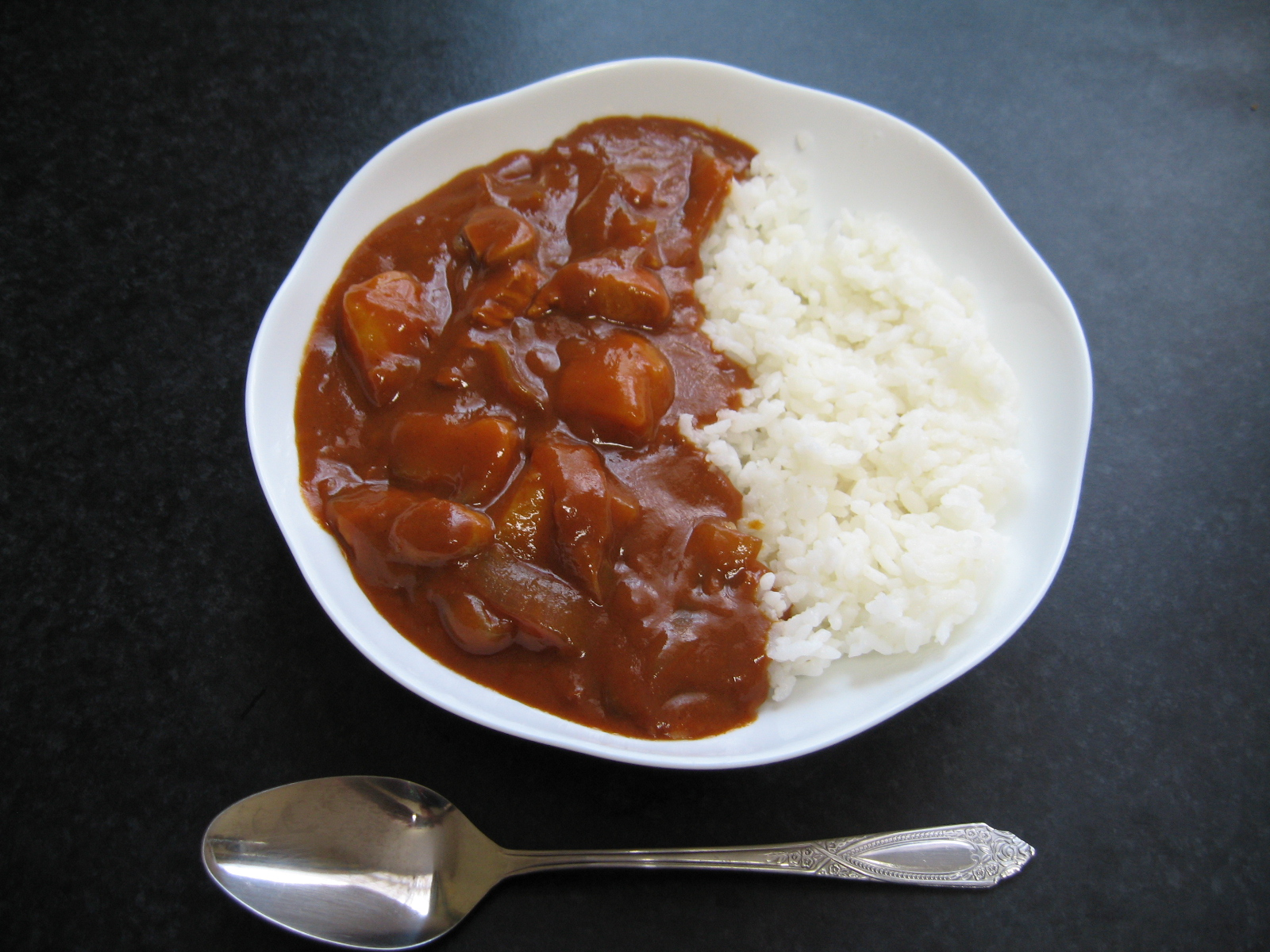
日本咖喱飯

- 親子丼：以一種肉類和它的卵作配菜，如雞肉與雞蛋、鮭魚與鮭魚子等。

### 東南亞
- 泰式酸辣海鮮燴飯
- 马来西亚、新加坡雜飯，米饭配上各式菜肴，類似香港兩餸飯，有肉、蔬菜、各类炸鱼等，早餐即以各式炒粉麵取代飯。

### 夏威夷
- 洛可摩可（Loco moco）

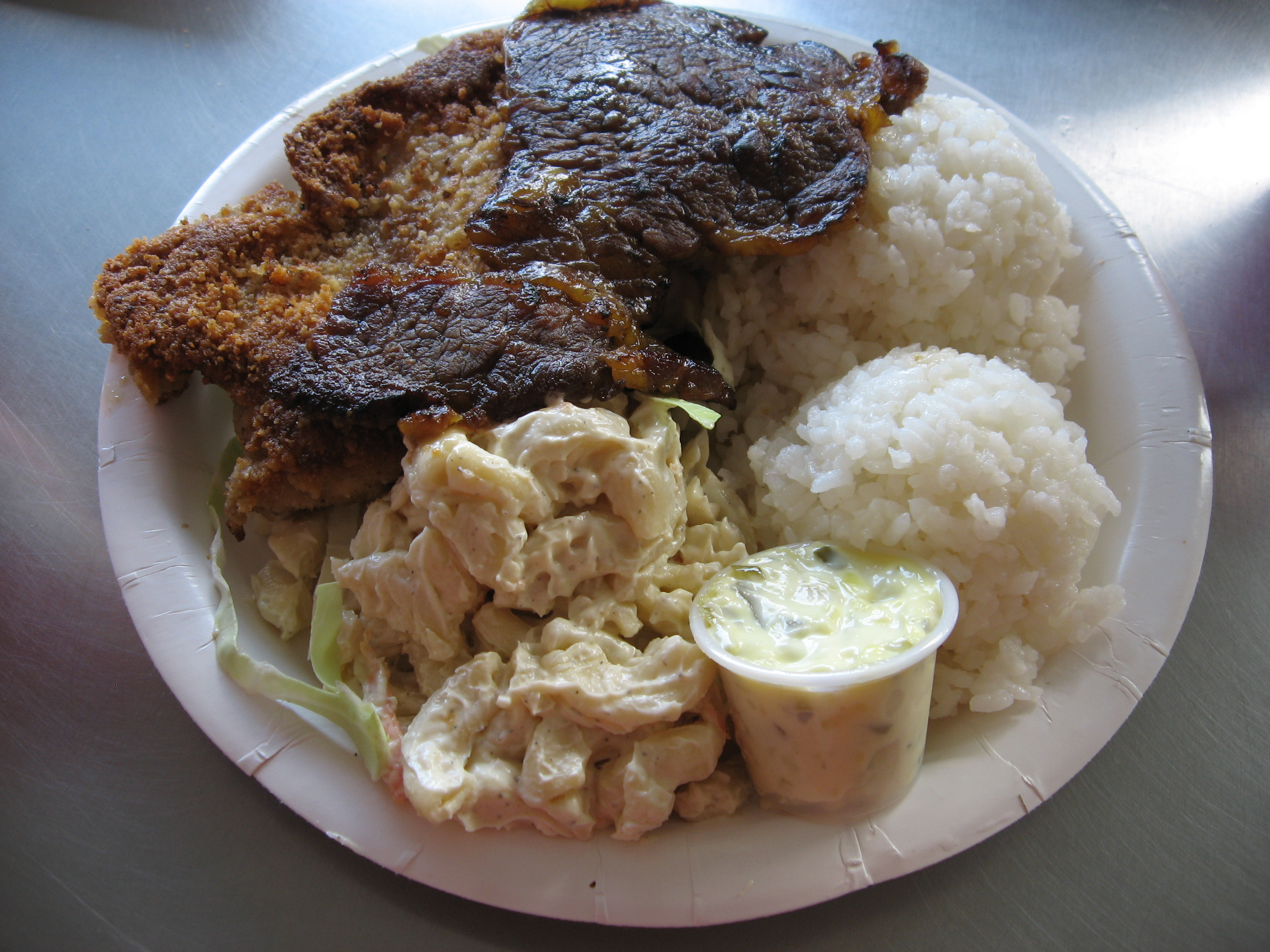
夏威夷午餐盘：配有鲯鳅、牛肉和鸡肉的米饭

- 午餐盘（Plate lunch）

## 蓋澆飯圖集

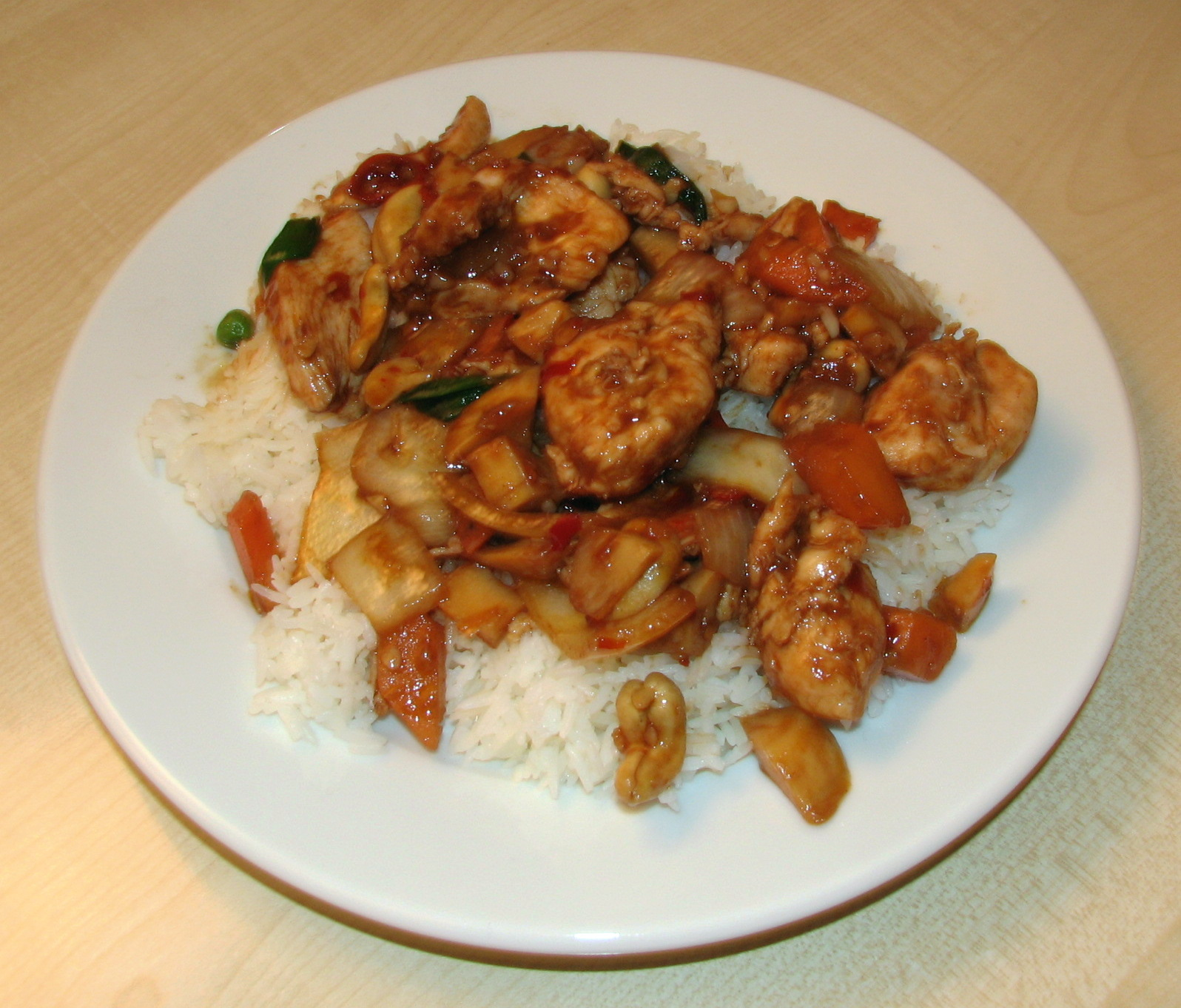
宮保雞丁盖浇饭
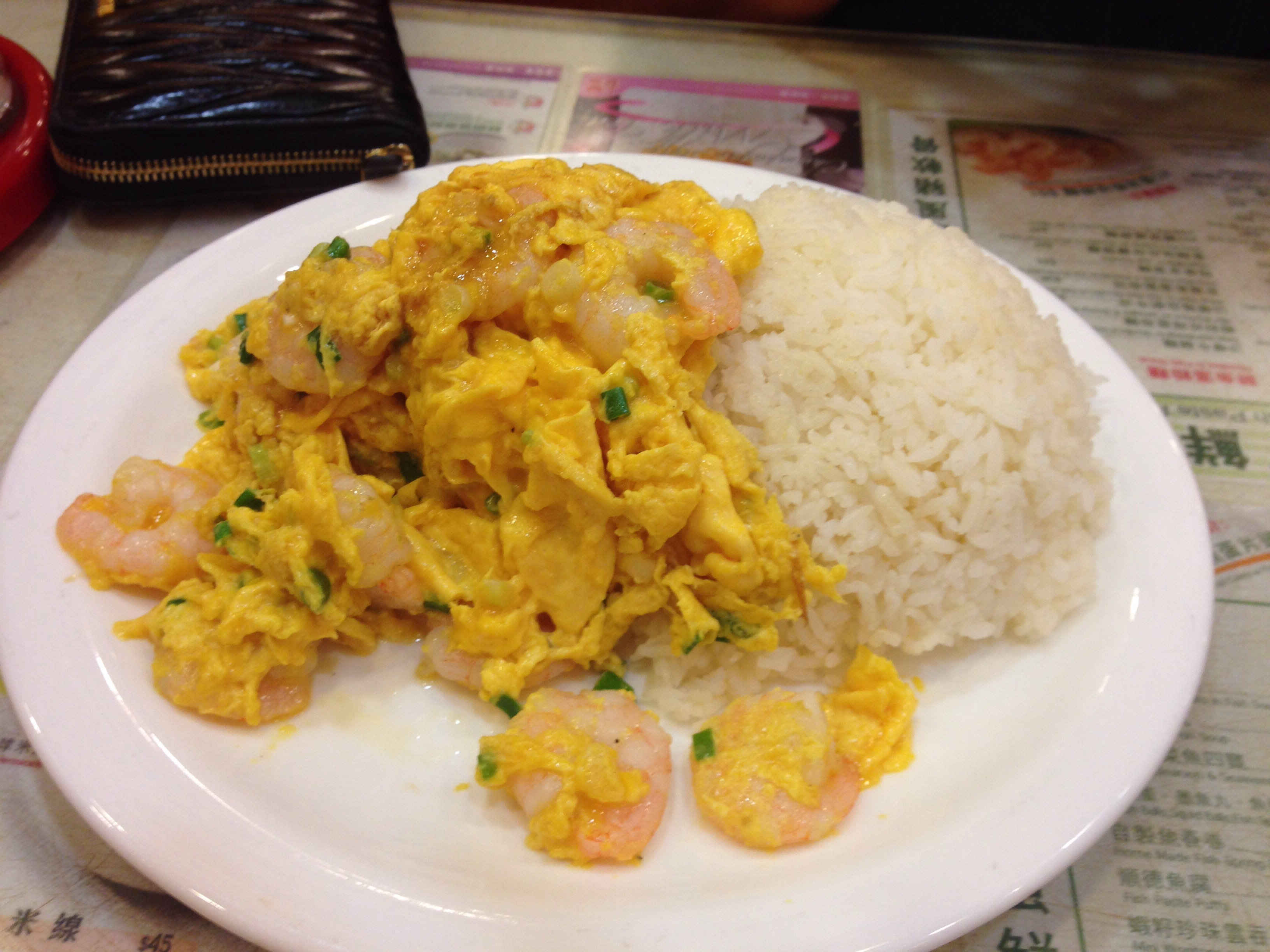
香港的蝦仁炒蛋飯
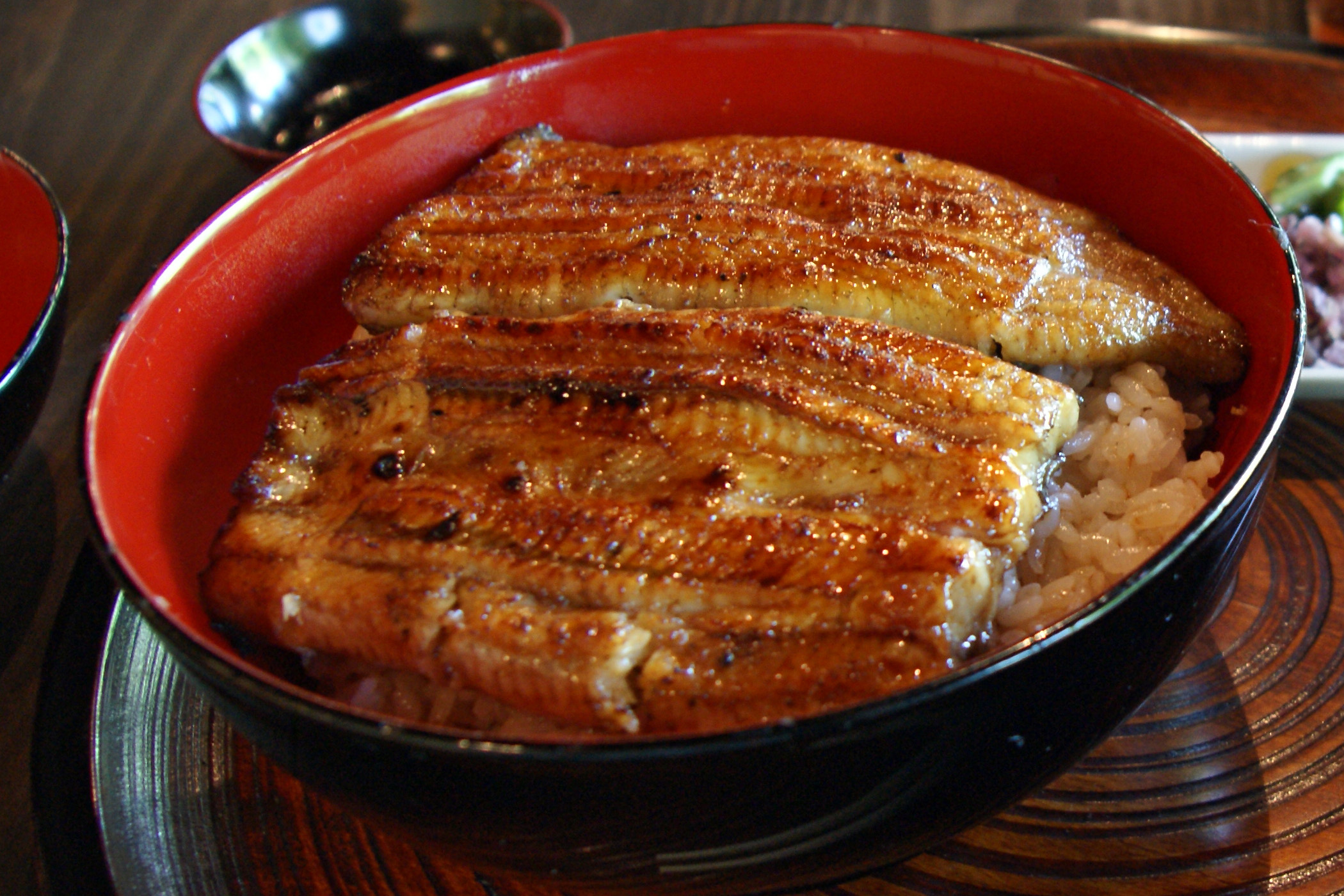
日式鳗鱼饭

## 外部連結
- 盖浇饭为“淳熬”传 （页面存档备份，存于）